# Laurentius Bernardini
Laurentius Bernardini foi um prelado católico romano que serviu como bispo titular de Coronea.

## Biografia
Laurentius Bernardini foi ordenado sacerdote na Ordem dos Pregadores. No dia 27 de agosto de 1572, foi nomeado durante o papado de Gregório XIII como Bispo Titular de Coronea. A 28 de setembro de 1572, foi consagrado bispo por Thomas Goldwell, bispo de Santo Asaph, com Ippolito Arrivabene, bispo emérito de Hierapetra, e Giambattista de Benedictis, bispo de Penne e Atri, servindo como co-consagradores. Não se sabe por quanto tempo serviu como bispo de Coronea; o próximo bispo registado foi Alonso D'Avalos, nomeado em 1598.